# Harald Stumpf
Harald Stumpf (* 13. August 1927 in Aussig/Elbe, Tschechoslowakei; † 9. März 2021 in Tübingen) war ein deutscher Physiker und Professor für Theoretische Physik an der Eberhard Karls Universität Tübingen.

## Leben
Stumpf war nach der Promotion 1955 bei Erwin Fues bis 1959 wissenschaftlicher Mitarbeiter am Institut für Theoretische Physik in Stuttgart. Ab 1960 war er am Max-Planck-Institut für Physik und Astrophysik in München tätig. 1967 wurde er ordentlicher Professor für Theoretische Physik an der Universität Tübingen. Stumpf verfasste mehrere Lehrbücher zur Theoretischen Physik (Elektrodynamik und Thermodynamik) sowie Monographien zur Festkörpertheorie. Zudem war Stumpf in der Umweltbewegung aktiv und sein Vortrag und Buch Überleben im Atomzeitalter führte zur Gründung des Bundes für Umweltschutz.
Er war seit 1986 korrespondierendes Mitglied der Bayerischen Akademie der Wissenschaften.